# Jonathan McKee
Jonathan McKee, född den 19 december 1959 i Seattle, Washington, är en amerikansk seglare.
Han tog OS-brons i 49er i samband med de olympiska seglingstävlingarna 2000 i Sydney.